# Igaz asszonyok
Az Igaz asszonyok (eredeti címén True Women) Janice Woods Windle texasi írónő 1993-as, történelmi eseményekről írott regénye. Az írónő három ősének életrajzát foglalja magába. A könyvből 1997-ben Dana Delany, Annabeth Gish, Angelina Jolie, Julie Carmen, Tina Majorino és Rachel Leigh Cook főszereplésével filmet is készítettek, amelyet Magyarországon Amazonok a Vadnyugaton címen mutattak be.

## Részei
A könyv három életrajzot foglal magába:
- Euphemia Texas Ashby King (az írónő üknagyanyja)
- Georgia Virginia Lawshe Woods (az írónő dédnagyanyja)
- Bettie Moss King (az írónő dédnagyanyja)

## Szereplők

### Euphemia Texas Ashby King életrajza
- Euphemia Texas Ashby King, a főszereplő.
- William King, Euphemia férje.
- George King, Euphemia fia.
- ifj. William King, Euphemia fia.
- Henry King, Euphemia fia.
- Sarah Ashby McClure Braches, Euphemia legidősebb nővére.
- Bartlett McClure bíró, Sarah első férje.
- Charles Braches kongresszusi képviselő, Sarah második férje.
- Mary Ashby Smothers, Euphemia nővére.
- Jane Isabella Ashby McCulloch, Euphemia nővére.
- Henry McCulloch, Jane Isabella férje.
- Frances "Fanny" Ashby Gelhorn, Euphemia nővére.
- Roderick von Gelhorn, porosz nemes és katonatiszt, Fanny férje.
- Tildy, Euphemia rabszolgája.
- Juan Seguin, a texasi forradalom ezredese, majd a Texasi Köztársaság szenátora.
- Sam Houston, a texasi forradalom tábornoka majd a Texasi Köztársaság 1.és 3. elnöke.
- José Antonio Navarro, mexikói származású texasi függetlenségpárti politikus.
- Margarita Garza Navarro, José Antonio felesége.
- Tarantula, a komancs indiánok főnöke.
- Matilda Lockhart, Euphemia barátnője.
- Annie Franklin, Euphemia ruthersville-i tanárnője majd barátnője Seguinban.

### Georgia Virginia Lawshe Woods életrajza
- Georgia Virginia Lawshe Woods, a főszereplő.
- Peter Cavanaugh Woods doktor ezredes, Georgia férje.
- Lewis Lawshe kapitány, Georgia apja.
- Cherokee Lawshe, Georgia anyja.
- Pinckney Woods, Georgia fia.
- Cherokee Woods, Georgia lánya.
- Georgia Woods, Georgia lánya.
- Lovie Woods, Georgia húga.
- Madison Hawkins, Georgia nagybátyja.
- Mahalia, Madison Hawkins rabszolgája és gyermekeinek anyja.
- Martha Benny, Georgia unokatestvére és rabszolgája.
- Jim, Martha Benny fia.
- Ed Tom, Georgia rabszolgája és Martha Benny férje.
- Andrew Jackson Potter tiszteletes-kapitány.
- Emanuel Hawker, munkafelügyelő a Woods-ültetvényen.
- George Haller kapitány, északi tiszt.

### Bettie Moss King életrajza
- Betty Moss King, a főszereplő.
- Henry King, Bettie férje.
- Leonard Moss, Bettie apja.
- Mollie Moss, Bettie anyja.
- Nuge Moss Lay, Bettie húga.
- Annie King, Henry húga.
- Adda Gordon Thomas, Bettie barátnője.
- Cayloma Douglas, Bettie barátnője.
- Tom Lay, Nuge férje.
- Pink Rosebud, prostituált Seguinban.
- Jennie Scott, Bettie barátnője.
- Mary Lou Lannom, Bettie barátnője.
- Charles Colville, Annie férje.
- Virginia King Woods, Bettie lánya.
- Jacob Coxey, amerikai politikus.

## Cselekmény

### Euphemia Texas Ashby King életrajza
Texasban dúl a függetlenségi háború Mexikó ellen, és a mexikói tábornok, Santa Ana észak felé tart. Az ötéves Euphemia Texas családjának házában a texasi rangerek Sam Houston tábornokkal tanácskoznak a taktikájukról. Úgy döntenek, hogy a hadsereg visszavonul Angol-Texasba, a nők és gyerekek pedig, Euphemia nővére, Sarah McClure vezetése alatt az Amerikai Egyesült Államok határa felé menekülnek. A később Nehéz menekülésként ismert út során meghal Sarah gyermeke, és majdnem Euphemia is. Végül San Jacintónál megáll a texasi hadsereg is, és vereséget mérnek Santa Ana tábornok csapataira.
Három évvel a San Jacintó-i csata után Peach Creekben Sarah és férje, Bartlett McClure bíró új házat építtetnek egy Jean-Baptiste Beauchamps nevű francia ácsmesterrel, mikor indián támadás éri őket, amit sikerül elhárítani. Később megérkeznek Sarah és Euphemia testvérei, Jane Isabella és Fanny is, majd Euphemia legjobb barátnőjét, Matilda Lockhartot elrabolják a komancs indiánok. San Antonióban megpróbálják visszaszerezni az indiánoktól az általuk elrabolt embereket, de harc tör ki, és az indián törzsfőnökök egy részét bebörtönzik. Ennek hallatán az indiánok hadat üzennek a Texasi Köztársaságnak.
Az indiánok vereséget szenvednek, de 1840-ben Texasba költözött új telepesek elűzik az országból Juan Seguin ezredest, José Antonio Navarro pedig Santa Fébe indul, hogy meggyőzze az ottani lakosokat, hogy szakadjanak el Mexikótól. Az expedíció kudarcot vallott, Navarrót Veracruz erődjébe zárták, és csak négy év múlva engedik szabadon. Meghal Sarah férje, Bartlett McClure.
1841-ben Euphemia a rutersville-i leányinternátusba megy tanulni, ahol San Jacinto napján megismerkedik és barátságba kerül egy Annie Franklin nevű tanítónővel, aki a nők szavazati jogáért harcol. Ezek után Sarah McClure férjhez megy Charles Braches kongresszusi képviselőhöz.
1845-ben Texas csatlakozik az Unióhoz. 1850-ben Euphemia férjhez megy William Kinghez, 1851-ben pedig megszületik első gyermeke, Mary Jane King, aki pár hónapig él, majd meghal.

### Georgia Virginia Lawshe Woods életrajza
Georgia Virginia Lawshe a Mississippi állambeli Water Valleyban beleszeret Peter Cavanough Woods doktor ezredesbe, és feleségül megy hozzá. Gyerekeik születnek: Pinckney, Cherokee és Georgia, majd elköltöznek Texasba. Ott először Bastropban, majd San Marcosban telepednek le. A polgárháború elején a férje ezredes lesz, és megsebesül a Blair's Landingnél vívott csatában. Georgia kijátssza a tengeri blokádot az ültetvénye által termelt gyapottal. A háború után Georgia legfiatalabb, Édeske becenevű lánya pisztollyal rálő a bevonuló északi csapatokra. A San Marcost kormányzó északi katonatiszt, George Haller kapitány zsarolja Georgiát, hogy ha nem veheti feleségül Cherokeet, Georgia másik lányát, Édeskét bíróság elé állítják. Georgia gyermekei segítségével megöli Hallert, majd a Woods doktor visszaérkezik, és az északi hadsereg kivonul. Georgia meghal.

### Bettie Moss King életrajza
A texasi Seguinban hurrikán dúl. Egy farmer, Leonard Moss a kislányával, Bettievel a szomszédja romba dőlt tanyájához megy, hogy segítsen. A családot halva találja, kivéve az anyát, aki elájult. Mivel éjszaka farkasok járkálnak a ház körül, Leonard Moss otthagyja Bettie-t a családdal, míg ő segítséget hoz. A kislányt majdnem megeszik a farkasok, de a segítség megérkezik.
A tizennyolc éves Bettie férjhez megy Euphemia Texas Ashby King fiához, Henry Kinghez. Részt vesznek a polgárháború befejezésének évfordulóján, majd megszületik Bettie lánya, Virginia. Ellátogatnak Peach Creekbe, Sarah McClure Bracheshez. Euphemia 1904-ben meghal. Kitör az első világháború, majd a gazdasági válság. Bettie találkozik Jacob Coxeyval, az Egyesült Államok elnökjelöltjével. 1932-ben meghal Bettie férje, Henry, majd a második világháborúban Bettie egyik unokája, George Henry is.

## Magyarul
- Igaz asszonyok; ford. Mészáros Klára; Magyar Könyvklub, Bp., 1996